# Gamora
Gamora a Marvel Comics-képregények és azok filmes változatainak egyik szereplője. Jim Starlin alkotta 1975-ben, elsőként a Strange Tales #180 képregényben tűnt fel. A Zen-Whoberi faj utolsó életben lévő képviselője, zöld bőrű, amazon természetű nő, akit gyerekkorában örökbe fogadott Thanos, az őrült titán (akárcsak mostohatestvérét, a luphomoid Nebulát), miután megölte népének felét, köztük édesanyját is. Gamora később a Galaxis őrzői nevű társaság egyik tagja lesz. Képességei közé tartozik az emberfeletti közelharc-tudás, orgyilkos kiképzés, valamint mechanikus javítások a testében.
Gamora fontos szerepet kap a Marvel-moziuniverzum filmjeiben, ezen belül A galaxis őrzőiben, A galaxis őrzői vol. 2.-ben, a Bosszúállók: Végtelen háborúban és a Bosszúállók: Végjátékban. A filmekben Zoë Saldana amerikai színésznő alakítja.